# 伊莉莎白波爾省
伊莉莎白波爾省（Елизаветпольская губерния）是俄羅斯帝國的一個省，隸屬於高加索總督區，其範圍為今日阿塞拜疆西部 （不包括納希切萬）和亞美尼亞東部。成立於1868年，省名是來自省府伊莉莎白波爾（即占賈，1805至1918年改名以紀念亞歷山大一世的妻子伊丽莎白）。
面積3.89萬平方俄里。189年人口87.84萬人。